# Nemotelus niloticus
Nemotelus niloticus är en tvåvingeart som beskrevs av Olivier 1811. Nemotelus niloticus ingår i släktet Nemotelus och familjen vapenflugor.
Artens utbredningsområde är Egypten. Inga underarter finns listade i Catalogue of Life.